# Мираж (группа)
«Мира́ж» — советская и российская музыкальная группа, работающая преимущественно в стиле евродиско.

## История

### 1986—1988: «Звёзды нас ждут». Период Наталии Гулькиной и Светланы Разиной

Андрей Литягин

В 1984 году участники хард-рок коллектива «Тяжёлый характер» гитарист Сергей Проклов и вокалист Михаил Кирсанов объединились в группу «Зона активности». В качестве клавишника они пригласили студента Московского авиационного института Андрея Литягина. Направлением коллектива стал нью-вейв. Звучание проекта отличалось от прежнего хард-рока и должно было воплощать новую волну — прогрессивный электронный рок, который тогда только начинал входить в моду в СССР. 

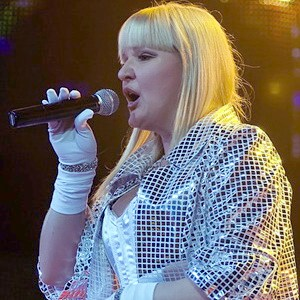
Маргарита Суханкина

Годом позже, в феврале 1986 года, коллектив получил название «Мираж» и вскоре обосновался в СПМ «Рекорд», где А. Литягин собрал студию для профессиональной записи. Спустя некоторое время им было сочинено 12 композиций, на которые поэт Валерий Соколов положил стихи, ориентированные на женский вокал. Для исполнения вокальных партий к первым песням авторы пригласили Маргариту Суханкину, знакомую Литягина. Согласившись, та приняла участие в записи композиций «Звёзды нас ждут», «Видео» и «Эта ночь», однако участвовать в записи остального материала для будущего альбома отказалась, так как намеревалась сделать оперную карьеру и не хотела быть замеченной в группе, исполняющей популярную музыку. «Песни были безумные, — вспоминала Суханкина в интервью журналу Rolling Stone, — я ревела, кричала, издавала какие-то нечеловеческие звуки».

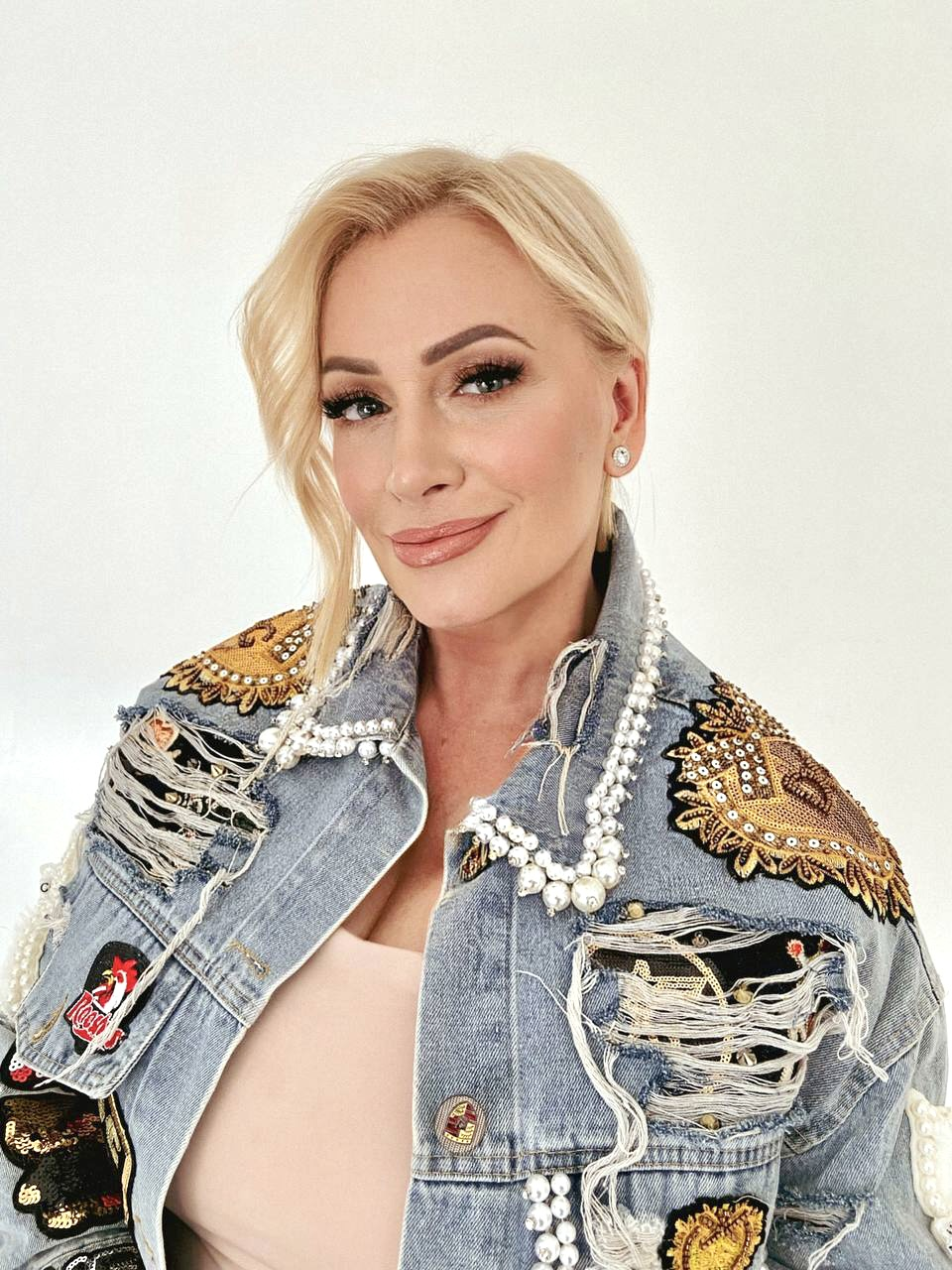
Наталия Гулькина

После длительных поисков и проб Андреем Литягиным в джазовой студии одного из московских дворцов культуры была найдена новая вокалистка для «Миража» — Наталия Гулькина. Сама певица впоследствии вспоминала о своём знакомстве с будущим продюсером следующим образом:
…В одном из центров творчества я встретила Светлану Разину, которая сказала, что её приятель организовывает группу и хочет меня прослушать. После репетиции ко мне подошел какой-то мужчина, представился композитором Андреем Литягиным. Предложил поехать к нему домой и все записать. «Ну сейчас», — подумала я, и разговор был окончен. Потом он где-то достал мой телефон и месяца 2-3 уговаривал, но я все не соглашалась.
В итоге Гулькина всё же согласилась. Она исполнила вокальные партии ещё для пяти песен: «Солнечное лето», «Безумный мир», «Я не хочу», «Электричество», «Волшебный мир». После добавления к восьми записанным композициям инструментальной «Около полуночи» 3 марта 1987 года увидел свет дебютный альбом группы «Звёзды нас ждут». Помимо вокалисток, в записи альбома также приняли участие сотрудник студии «Звук» Андрей Лукинов, гитарист Сергей Проклов, Константин Брагин, Алексей Рящин. Впоследствии, для переиздания на компакт-диске, альбом был пересведён на студии Mirage Music в 1994 году при участии вокалистки Екатерины Болдышевой и Игоря Бабенко, который занимался ремастерингом.
Спустя полгода после выхода первого магнитоальбома «Миража», пробудившийся интерес к группе подтолкнул Андрея Литягина к решению начать гастрольную деятельность. Пополнившись ещё одной солисткой Светланой Разиной, коллектив приступил к участию в первых концертах. В краткие сроки плотность гастрольной деятельности «Миража» достигла 80-90 концертов в месяц. В первом составе «Миража» на концертах выступали, за исключением солисток, гитарист Сергей Проклов (на концертах его подменял Игорь Пономарёв), клавишник Роман Жуков и барабанщик Сергей Солопов.
В 2009 году в издательстве «Астрель» вышла книга одной из первых солисток группы Светланы Разиной, под названием «Музыка нас связала. Все тайны „Миража“». В ней певица рассказала как о собственной истории жизни и творчества, так и об истории группы «Мираж».

### 1988—1990: «Снова вместе». Период Натальи Ветлицкой — Ирины Салтыковой — Татьяны Овсиенко

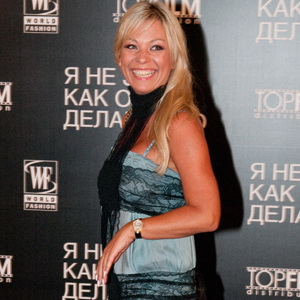
Ирина Салтыкова

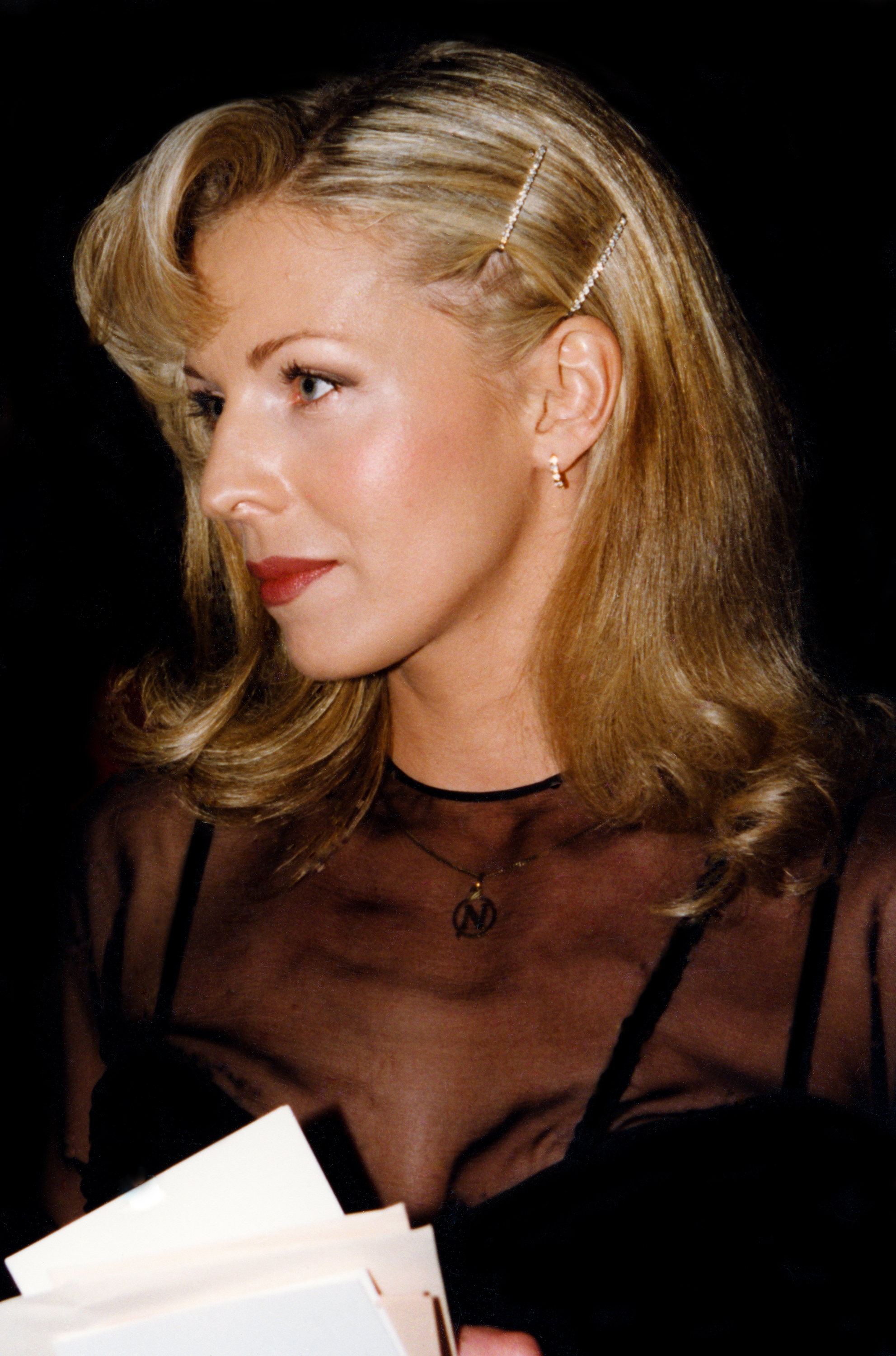
Наталья Ветлицкая

Несмотря на большую популярность и востребованность, в 1988 году Наталия Гулькина и Светлана Разина покинули группу, создав собственные проекты — группы «Звёзды» и «Фея» соответственно. В «Мираж» же пригласили сначала Инну Смирнову, а затем и Наталью Ветлицкую. Обе пробыли в составе группы недолго: Смирнова примерно через полгода работы перешла в группу «Фея», Ветлицкая же вскоре стала танцовщицей и бэк-вокалисткой группы «Класс», а позднее начала сольную карьеру. Однако именно Ветлицкая снялась в первом видеоклипе «Миража», в котором собственным голосом исполнила попурри из трёх песен — «Я не хочу», «Эта ночь» и «Музыка нас связала», которая к тому моменту ещё не была издана. 

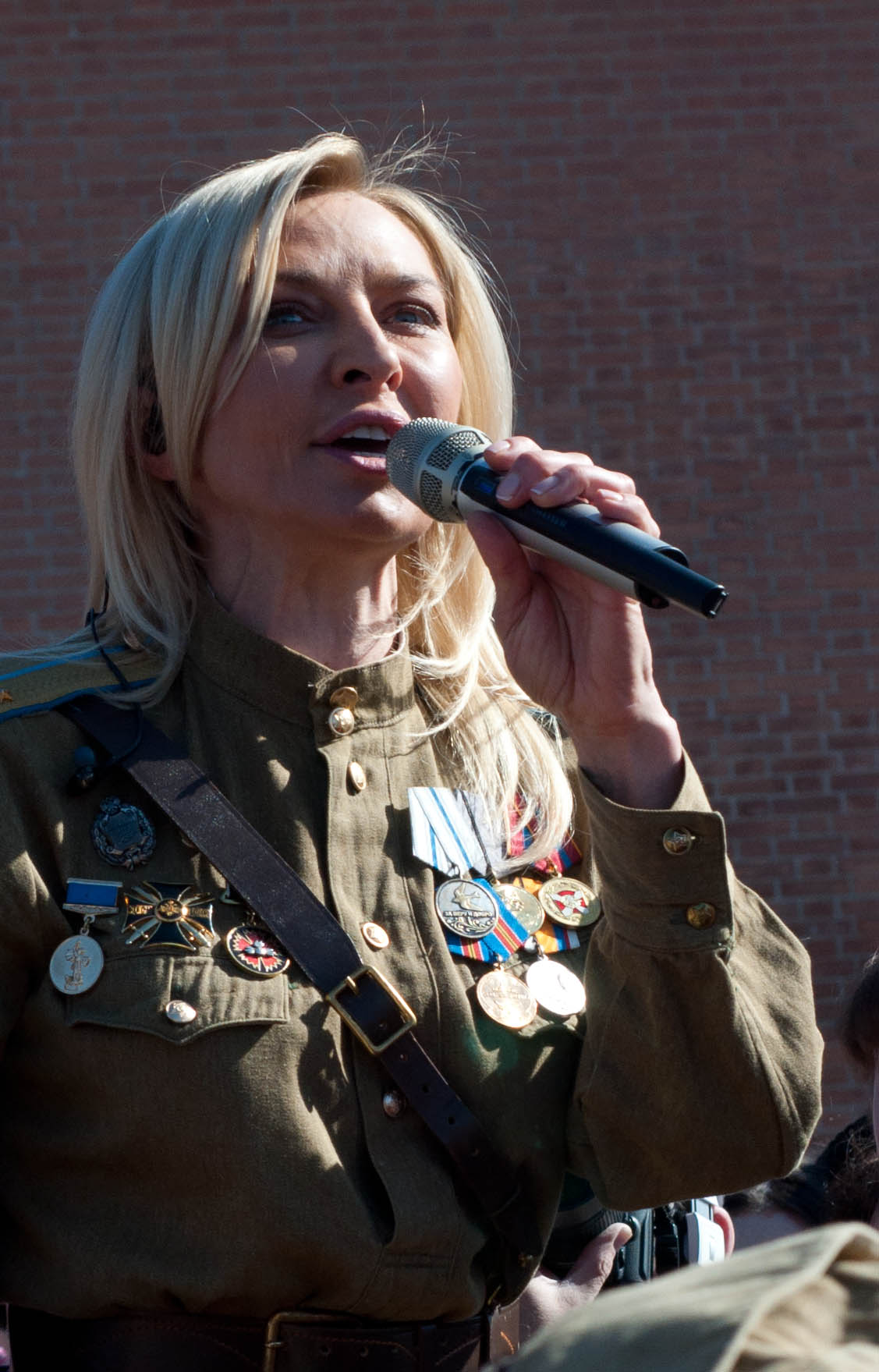
Татьяна Овсиенко

Летом 1988 года на оборудовании, предоставленном студией «Звук», «Мираж» записал второй магнитоальбом — «Снова вместе». Для записи вокальных партий вновь была приглашена Маргарита Суханкина; также в записи участвовали Андрей Литягин (аранжировки, клавишные) и Алексей Горбашов (гитара). Появление последнего в коллективе оказало значительное влияние на дальнейшее творчество «Миража»: соединение танцевальной музыки с роковой гитарой впоследствии стало визитной карточкой группы «Мираж».
1989 год для группы «Мираж» был ознаменован активной гастрольной деятельностью. На концертах группы под плюс-фонограмму с голосами Гулькиной и Суханкиной выступали другие артистки. Ещё с конца 1988 года в качестве солистки на гастролях выступала Ирина Салтыкова, затем к ней присоединилась работавшая в группе костюмершей Татьяна Овсиенко. Спустя примерно полгода работы Салтыкова покинула группу, чтобы сконцентрироваться на семье. Спустя шесть лет она начала сольную карьеру.
После ухода напарниц Овсиенко стала единственной солисткой «Миража». В 1989 году группа снялась в качестве камео в советской музыкальной комедии «Наш человек в Сан-Ремо», где исполнила песню «Я больше не прошу», а также впервые приняла участие в фестивале «Песня года», выступив с песнями «Музыка нас связала» и «Новый герой». Первая композиция имела большой успех и вышла в финал фестиваля. Тем временем, Литягин и Горбашов начали работу в студии над третьим альбомом «Не в первый раз».

### 1991—1999: Период Екатерины Болдышевой

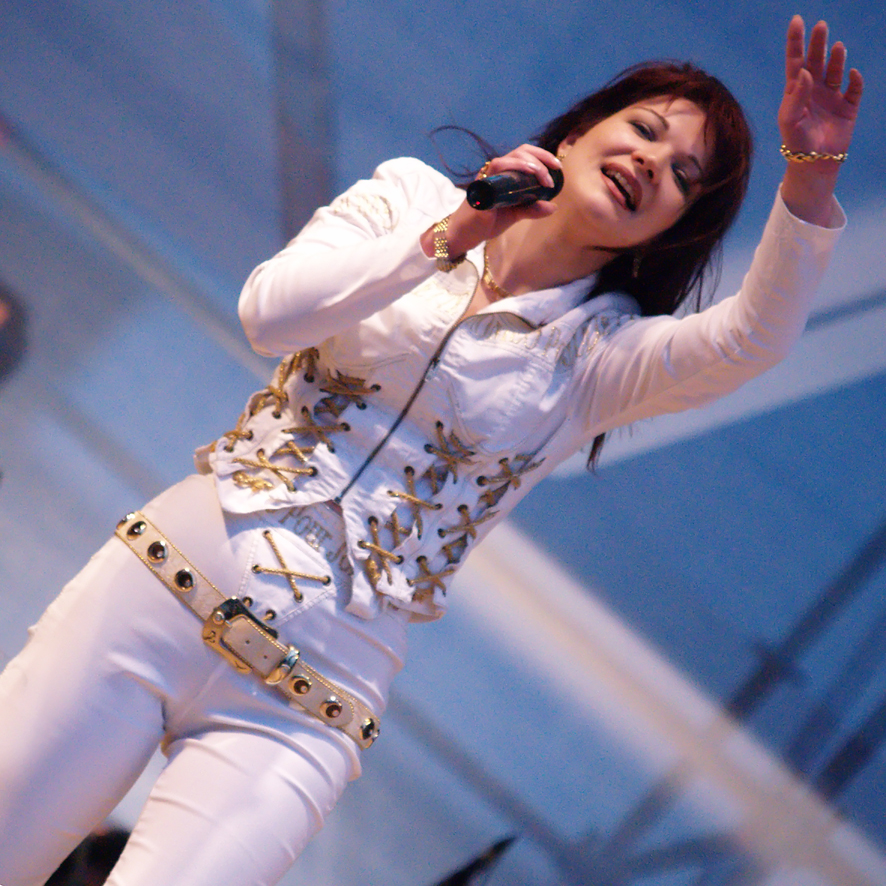
Екатерина Болдышева

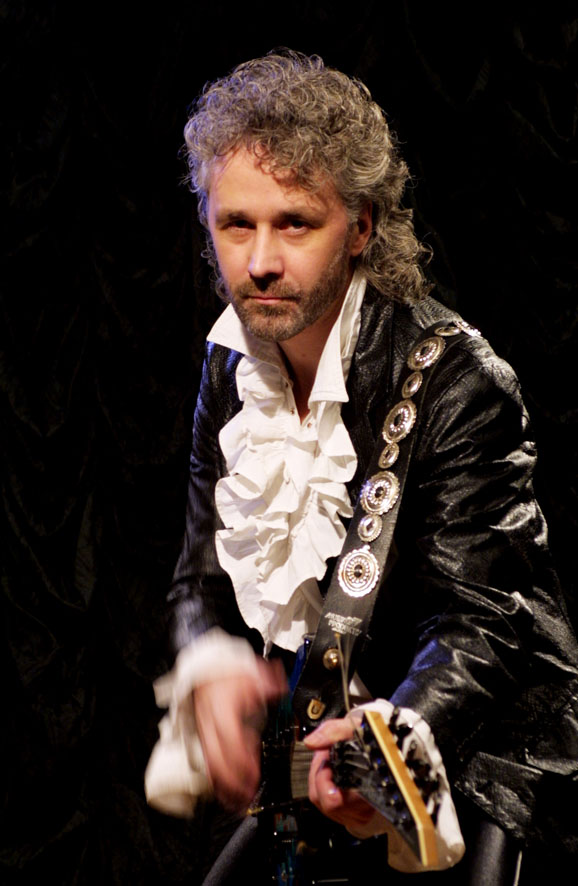
Алексей Горбашов

В 1991 году в группе произошла смена солистки — по решению руководителя Андрея Литягина место Татьяны Овсиенко заняла Екатерина Болдышева.
Ещё до прихода в коллектив Екатерины Болдышевой, для записи третьего альбома в 1989 году была приглашена Маргарита Суханкина (к тому времени — по мужу — Маруна). Подготовленный альбом в исполнении Суханкиной тогда не был издан, и в настоящее время этой версии альбома «Не в первый раз» 1989—1990 годов не существует. Несмотря на то, что в 1992 году альбом уже был готов к изданию в исполнении Болдышевой, тяжёлая экономическая ситуация в стране вынудила группу отложить выпуск альбома на неопределённый срок. Концертная деятельность коллектива продолжалась с вокалисткой Екатериной Болдышевой, которая, в отличие от своих предшественниц, исполняла песни собственным голосом. В этот период группа выступала исключительно живьём, давая при этом 20-30 концертов в месяц.
Кризис 1998 года вынудил группу практически свернуть свою гастрольную деятельность на родине.
В период с 1999 по 2004 годы группа с участием Екатерины Болдышевой и Алексея Горбашова активно гастролировала в странах Западной Европы.
В 1997 году был издан первый альбом ремиксов группы — «Dance Remix», при записи которого были использованы вокальные партии Суханкиной, записанные в том же году. Аранжировки к этому альбому сделал звукорежиссёр и композитор Роман Мухачёв.

### 1999—2004: Новые составы
Начало одному из наиболее противоречивых этапов развития группы положил Андрей Литягин, решив продолжить деятельность группы «Мираж» в новом составе: для концертных выступлений под старые переаранжированные плюс-фонограммы были отобраны четыре молодые девушки. Новыми участницами группы стали: Оксана Варвинская, Елена Козлова, Марина Кулинич, Олеся Кутузова. В этот период «Мираж» записал альбомы «Версия 2000» (1999), «Dance Remix» (2000), «Назад в будущее» (2001), которые являлись сборники ремиксов на ранее изданные треки.
В 2002 году в составе группы произошли изменения: вместо четырёх предыдущих участниц, выступавших на концертах под фонограмму Маргариты Суханкиной, в коллективе появились Николь Амбразайтис, Евгения Морозова и Елена Степанюк, а в 2004 году к ним присоединилась Мария Харчева.
В 2003 году состоялся выпуск альбома «Брось!», который включил в себя треки, планировавшиеся издать в 1991 году в альбоме «Не в первый раз». Заново был записан вокал Маргариты Суханкиной и сделаны новые аранжировки песен.
В 2004 году издательство «Джем» предложило Андрею Литягину завершить начатую им в 1992 году работу и издать третий номерной альбом группы «Мираж» — «Не в первый раз». Альбом вышел в 2008 году.
Также в 2004 году был издан очередной альбом ремиксов «Старое по-новому», с вокалом Маргариты Суханкиной. В записи альбома приняла участие и певица Фрида (Яна Михайловская) — солистка группы «Полиция нравов».
В декабре 2004 года «Мираж» был переименован в «Мираж-Junior». Проект продолжил творческую деятельность, оставив за собой право на исполнение произведений из репертуара группы «Мираж».

### 2004—2006: Совместные концерты участников «Миража»
1 декабря 2004 года в Москве прошёл концерт, посвящённых 18-летию группы, в спорткомплексе «Олимпийский». Инициаторами и организаторами концерта стали генеральный директор «Мираж-Мьюзик» Александр Букреев, Алексей Горбашов, Екатерина Болдышева, Татьяна Овсиенко и Издательство «ДЖЕМ». В состоявшемся концерте приняли участие большинство участников группы «Мираж» разных лет: солистки и вокалистки Татьяна Овсиенко, Ирина Салтыкова, Екатерина Болдышева, Наталия Гулькина, Маргарита Суханкина, Светлана Разина, клавишник Александр Хлопков, гитарист Алексей Горбашов и другие. Из бывших солисток в концерте не принимали участие Наталья Ветлицкая и Инна Смирнова. Примечательно, что все исполнительницы, участвовавшие в концерте, включая Салтыкову и Овсиенко, пели исключительно своими голосами.
В 2006 и 2007 годах вновь воссоединившийся «взрослый» «Мираж» последовательно издал три концертных альбома, включающих записи с концерта в «Олимпийском», «Дискотеки СССР» в Санкт-Петербурге и некоторые другие редкие записи. Один из дисков был переиздан в серии «Grand Collection». Кроме всего прочего, в этот период был издан DVD «„Мираж“ 18 лет» с концертными записями и mp3-коллекция, включающая, кроме аудиофайлов, книгу с воспоминаниями участников о группе «Мираж».

### 2005—2010: Дуэт Наталии Гулькиной и Маргариты Суханкиной в сотрудничестве с Андреем Литягиным
Незадолго до концерта в «Олимпийском» в 2004 году, две бывшие вокалистки «Миража» — Наталия Гулькина и Маргарита Суханкина, ранее не знакомые друг с другом, объединились в дуэт. Не имея права на использование названия «Мираж» для совместной концертной деятельности, их сначала неофициально прозвали дуэтом «Соло на двоих», а затем они выступали под собственными именами, под которыми в 2004 году был издан сингл «Мираж любви», а в 2005 году — альбом «Просто мираж». На обоих дисках не было ни одной композиции из бывшего репертуара группы и, соответственно, ни одной песни, написанной её основателем, Андреем Литягиным. После выхода альбома дуэт Гулькиной и Суханкиной приступил к активной концертной деятельности, что вызвало недовольство со стороны руководства «Миража». Так, однажды Литягин заявил в интервью, что Суханкина позорит его как композитора своими «убогими ремейками», размещёнными в Интернете. В ноябре 2004 года Маргарита Суханкина подверглась нападению и избиению со стороны неизвестных у подъезда собственного дома, а позднее указала на Литягина как на возможного заказчика данного нападения. Об угрозах в свой адрес со стороны Литягина сообщала и Наталия Гулькина. «Эти люди, — рассказывала она в интервью, — пытаются нам срывать концерты, пытались сорвать выпуск сингла, они пишут письма, факсы, угрозы, они не оставляют нас в покое…».

#### «Золотые голоса группы „Мираж“» (2005—2007)
В 2005 году Маргарита Суханкина и Наталия Гулькина, несмотря на недавние конфронтации, пошли на сотрудничество с Андреем Литягиным. С этого момента за их дуэтом закрепилось название «Золотые голоса группы „Мираж“».

#### «Мираж» Маргариты Суханкиной и Наталии Гулькиной (2007—2010)
В середине 2007 года дуэт Маргариты Суханкиной и Наталии Гулькиной получил название «группа композитора Андрея Литягина „Мираж“».
В 2008 году «группа композитора Андрея Литягина „Мираж“» в составе Наталии Гулькиной и Маргариты Суханкиной одержала победу в телепроекте телеканала НТВ «Суперстар 2008. Команда мечты» с участием бывших отечественных эстрадных звёзд как советской эпохи, так и 1990-х годов.
В 2009 году на лейбле «Квадро-диск» вышел альбом группы «1000 звёзд», содержащий 10 новых песен и 5 ремиксов на уже популярные хиты «Миража». Примечательно, что в альбом были включены песни разных авторов стихов, в том числе и Валерия Соколова, с которым ещё несколько лет назад руководство группы находилось в состоянии конфронтации. Автор текстов песен группы «Мираж» с самого начала не поддержал объединение Наталии Гулькиной и Маргариты Суханкиной, открыто заявив о том, что данный дуэт, по его мнению, не является группой «Мираж».
Продажи альбома «1000 звёзд» оказались низкими, а российские радиостанции и вовсе не заинтересовались ротацией новых композиций с альбома. Эти события вынудили руководство группы отказаться от ротации клипа на песню «Мерцает ночь», к которой группа готовилась с 2008 года.
В 2010 году коллектив принял участие в церемонии открытия Зимних Олимпийских игр в канадском Ванкувере, дал два концерта: для спортсменов и для болельщиков.
К концу 2010 года внутри группы «Мираж» усугубились конфликты между Наталией Гулькиной и Маргаритой Суханкиной. Достигшие своего пика неприязненные отношения между участниками группы сделали его дальнейшее существование невозможным, вследствие в декабре 2010 года дуэт двух солисток фактически прекратил своё существование. По словам Гулькиной, её расставание с «Миражом» произошло «некрасиво и со скандалами». Покинув коллектив, певица занялась сольной карьерой и записала несколько новых песен. Композиций «Миража» на своих концертах Гулькина не поёт: она утверждает, что Андрей Литягин запрещает исполнять их.

### 2011: «Мираж» Маргариты Суханкиной и Светланы Разиной
Официально Наталия Гулькина покинула группу 15 января 2011 года, когда срок её контракта истёк. На смену ей пришла бывшая солистка группы в 1980-х годах Светлана Разина, по совместительству, автор стихов нескольких песен «Миража»: «Где я», «Я не шучу», «Млечный путь» (в РАО авторами стихов на песню указаны Андрей Литягин и Валерий Соколов), «Новый герой».
25 декабря 2011 года на официальном сайте Светланы Разиной появилось сообщение о том, что она покинула группу «Мираж». Андрей Литягин и Маргарита Суханкина по состоянию на 3 января 2012 года никак не прокомментировали уход певицы из коллектива, однако с официального сайта группы исчезли фотографии Разиной и её биография, а на форуме администрация сообщила о том, что «Светлана Разина вернулась к сольной карьере, а группа „Мираж“ продолжает свою творческую и концертную деятельность с основной солисткой группы Маргаритой Суханкиной, записавшей абсолютное большинство хитов группы „Мираж“».

### 2012—2016: «Мираж» Маргариты Суханкиной
В 2013 году вышла третья версия третьего альбома «Миража» — «Отпусти меня». Все песни в этом альбоме исполнила Маргарита Суханкина.
С сентября 2016 года Маргарита Суханкина выступала со своим коллективом с шоу-программой «Музыка нас связала» и исполняла хиты: «Музыка нас связала», «Наступает ночь», «Я больше не прошу» и все остальные песни, которые она исполняла в составе «Миража», и ставшие известными слушателям в её исполнении, поскольку получила право на их исполнение сроком на полгода от авторов хитов группы «Мираж»: Валерия Соколова, Андрея Литягина (ООО «Издательство Джем») и Елены Степановой (ООО «Издательство Джем»).

### С 2016: «Мираж» Екатерины Болдышевой
В апреле 2007 года на церемонии вручения премий «Лучшие из лучших» группа «Мираж» в «золотом составе»: Андрей Литягин, Екатерина Болдышева, Алексей Горбашов и Александр Букреев (директор группы) была награждена медалями и дипломами «Профессионал России» за вклад в культуру и искусство.

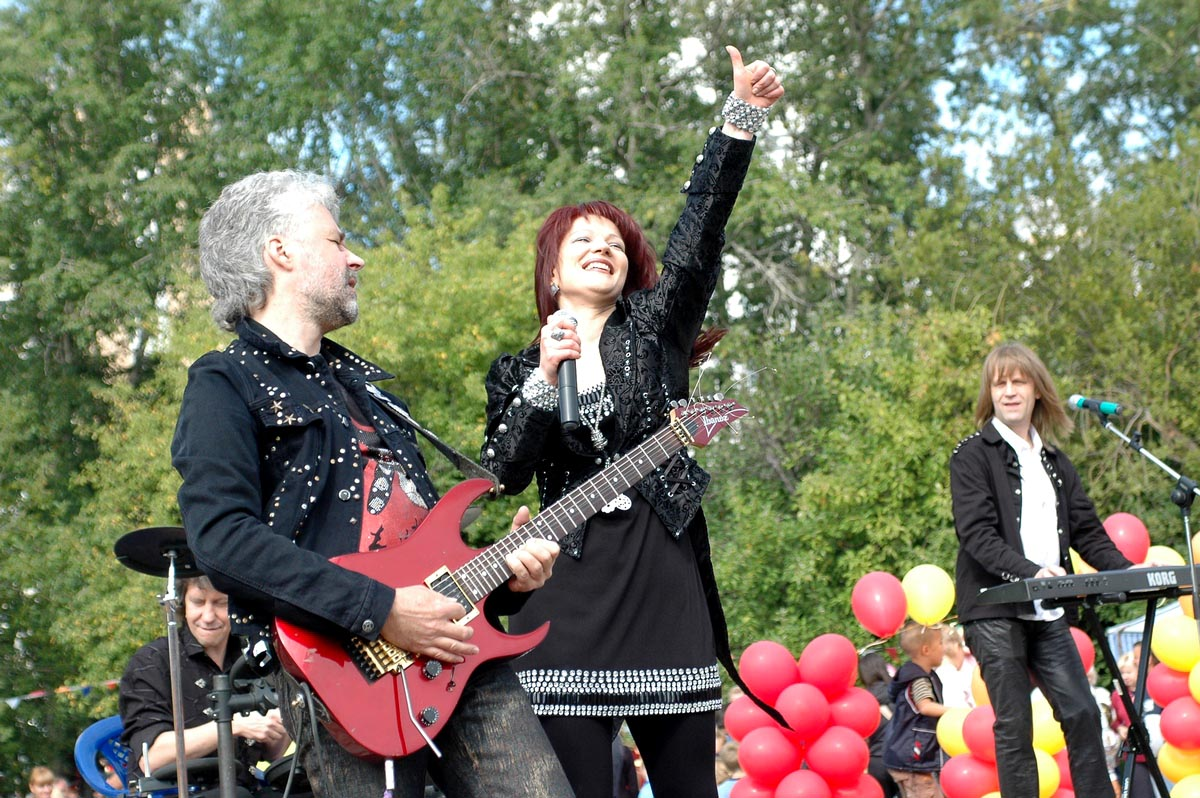
Алексей Горбашов и Екатерина Болдышева на Дне города. Москва, сентябрь 2011 года

В 2008 году издательство «Джем» закончило работу над изданием альбома «Не в первый раз», вокальные партии для которого были записаны вокалисткой «Миража» 1990-х годов Екатериной Болдышевой, а гитарные — гитаристом Алексеем Горбашовым. Альбом «Не в первый раз» по результатам продаж достиг статуса «Золотой диск». Издательство «Джем», начиная с 1994 года издающее все «классические» альбомы «Миража», вручило «Золотой диск» исполнителям песен альбома «Не в первый раз» Екатерине Болдышевой и Алексею Горбашову.
В сентябре 2016 года Андрей Литягин передал исключительные права на публичное исполнение ряда своих произведений в управление издательства «Джем» и предоставил ему право пользования товарным знаком «МИРАЖ». Одновременно с этим благодаря усилиям издательства «Джем» был положен конец многолетним конфликтам и спорам, существовавшим внутри проекта. Благодаря найденному взаимопониманию было принято решение прекратить деятельность коллектива с солисткой Маргаритой Суханкиной, как не отвечающего стилистике и авторской идее, и возродить группу «Мираж» в составе 1990-х годов, а именно в составе Екатерины Болдышевой (вокал), Алексея Горбашова (гитара), Андрея Гришина (ударные) и Сергея Крылова (клавишные инструменты).

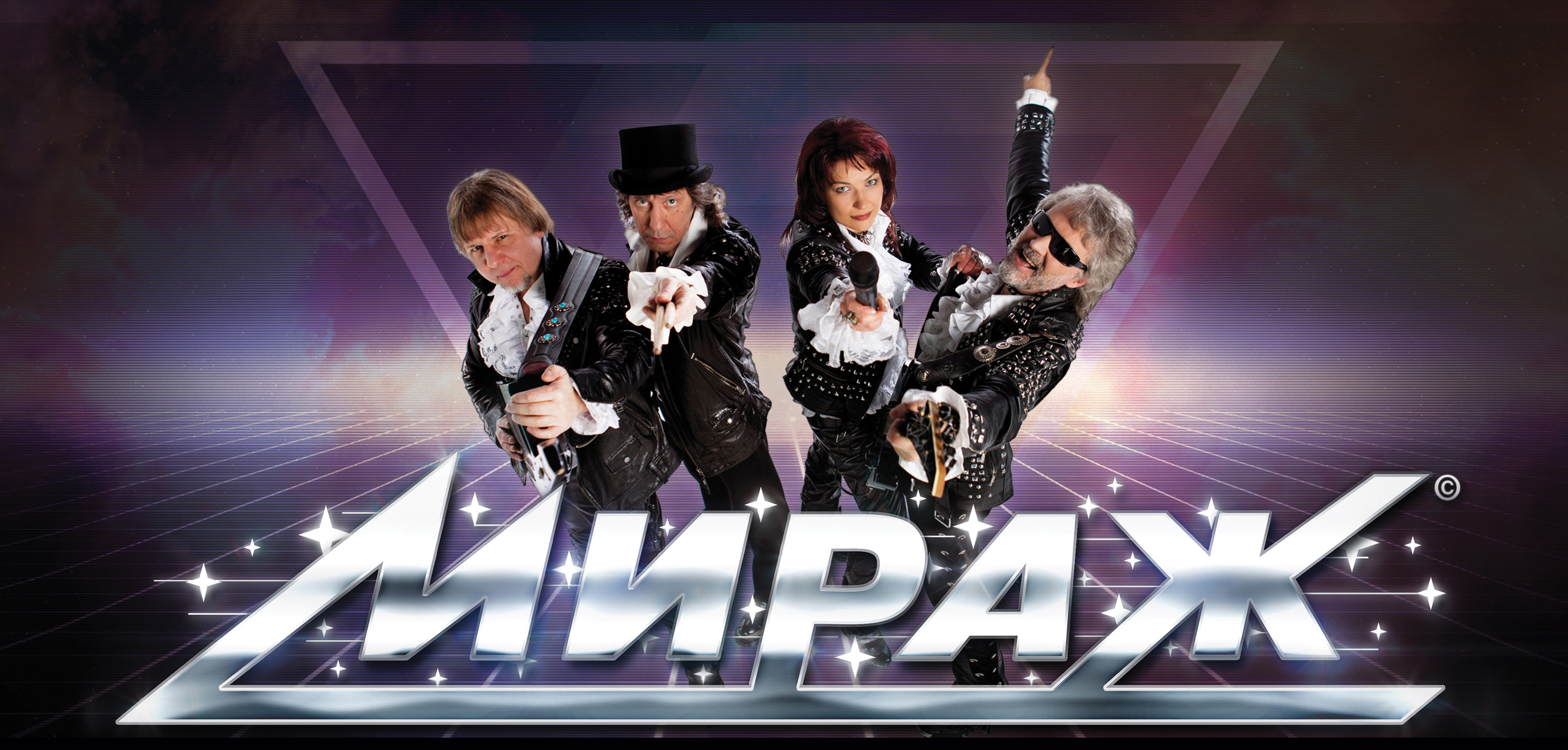
«Мираж» в 2018 году

8 ноября 2019 года группа «Мираж» представила тизер готовящегося к выходу клипа на песню «Дух ночи», однако его выпуск не состоялся.
16 ноября 2019 года участники группы «Мираж» Татьяна Овсиенко, Екатерина Болдышева, Ирина Салтыкова, Алексей Горбашов, Александр Хлопков, Роман Жуков и композитор Андрей Литягин впервые за много лет встретились вместе. Встреча произошла в программе «Привет, Андрей!», посвящённой дню рождения Татьяны Овсиенко. Андрей Литягин заявил, что в настоящее время между собравшимися в студии участниками нет споров и противоречий, а Алексей Горбашов рассказал, что уже полгода группа «Мираж» работает в одной программе с Татьяной Овсиенко в туре «по стадионам, как и 30 лет назад». В подтверждение этих слов в финале программы Татьяна Овсиенко и Екатерина Болдышева совместно исполнили песню «Я больше не прошу».
В период самоизоляции, связанной с эпидемией коронавируса в России, группа «Мираж» продолжила активную творческую деятельность. Группа представила мини-клип «Музыка — это антивирус» с «антивирусным» текстом, написанным Еленой Степановой, и положенным на музыку песни «Музыка нас связала». Клип был снят на домашней студии Екатерины Болдышевой и Алексея Горбашова.
12 апреля 2020 года группа Мираж приняла участие в музыкальном онлайн-марафоне «Время первых», посвящённом Дню космонавтики, трансляцию которого на телеканале «Music Box Gold», в социальной сети «Одноклассники» и на платформе «Яндекс. Эфир» посмотрели более 20 миллионов зрителей.
В июле 2020 года группа «Мираж» приняла участие в концертной программе, которая состоялась на российской базе Хмеймим в Сирии. Концерт, носивший благотворительный характер, был организован Авторадио и Министерством обороны РФ. Он стал частью официальных праздничных мероприятий ко Дню ВМФ. Кроме российских военнослужащих, на концерте побывали представители дипломатических служб и министерств обороны РФ и САР. Командование военной части высоко оценило вклад артистов в поддержание боевого духа Российских военных и вручило Екатерине Болдышевой и всем участникам группы памятные медали. Ранее, в феврале 2020 года группа Мираж выступила с благотворительным концертом для врачей и пациентов военного госпиталя имени А. А. Вишневского.
22 января 2021 года Андрей Литягин передал товарный знак (бренд) «МИРАЖ» Алексею Горбашову.
31 января 2021 года на IV церемонии вручения независимых музыкальных премий SMG Awards группа Мираж в составе Екатерины Болдышевой, Алексея Горбашова, Сергея Крылова и Андрея Гришина была удостоена премии «Группа поколения».
В конце марта 2021 года группа Мираж анонсировала выпуск клипа, снятого совместно с Никитой Джигурдой, а в мае того же года, группа Мираж представила пародийный клип с участием Джигурды на песню «Не поможет эта ночь». Материал для клипа, автором идеи и режиссёром которого стал Андрей Литягин, был отснят в Париже.
В мае 2021 года Андрей Литягин и Алексей Горбашов учредили ООО «Мираж-Медиа», а в мае 2022 года правообладателем товарного знака «МИРАЖ» стал «Мираж-Медиа».
В 2024 году группа «Мираж» выступила на закрытии суперфинала Кубка России по футболу, который проходил на Большой спортивной арене стадиона «Лужники» в Москве. Трансляцию этого события осуществлял федеральный канал «Матч ТВ».
В августе 2024 года «Мираж» перечислил один миллион рублей жителям приграничных областей, пострадавшим от вторжения Вооруженных сил Украины в Курскую область.
В настоящее время «Мираж» с Екатериной Болдышевой обладает правом исполнения произведений из репертуара группы «Мираж» и правом на использование товарного знака «МИРАЖ» в концертной деятельности.

### Конфликты правообладателей и исполнителей
В 2008 году после выхода альбома «Не в первый раз», Андрей Литягин выразил своё неудовлетворение, заявив, что не давал разрешение на создание новых фонограмм и на запись своих произведений, и все вокальные партии альбома уже выпускались компанией ООО «Мираж-Мьюзик» в альбоме группы «Мираж» «Брось» (2003) в исполнении Маргариты Суханкиной. В защиту своей позиции он обратился в суд, однако вскоре отказался от иска, вследствие чего Арбитражный суд города Москвы прекратил производство по делу. Легитимность альбома «Не в первый раз» в исполнении Екатерины Болдышевой подтвердил Хамовнический суд города Москвы, отказав 3 июля 2009 года Андрею Литягину в иске к торговой компании «Каприз» и издательству «Джем», которые занимались распространением альбома.
В 2008 суд удовлетворил иск Андрей Литягина к Алексею Горбашову и Екатерине Болдышевой. Согласно решению суда, все композиции, написанные автором и композитором группы, могут быть использованы только группой «Мираж» в составе композитора Андрея Литягина и солисток Маргариты Суханкиной и Наталии Гулькиной.
В 2010 году в Арбитражном суде г. Москвы выяснилось в ходе слушаний по делу, касавшегося авторских прав на песни группы Мираж, что Андрей Литягин продал исключительные права на одни и те же произведения нескольким лицам одновременно. Пострадавшие от действий Литягина добивались возбуждения уголовного дела в отношении него.
В 2010—2012 годах Алексей Горбашов судился с Андреем Литягиным о признании его соавтором следующих песен второго альбома группы «Мираж»: «Музыка нас связала», «Снова вместе», «Наступает ночь», «Снежинка», «Море грез», «Я больше не прошу», «Новый герой», «Я снова вижу тебя», «Где я»; признании за ним права на получение доходов в размере 50 % от совместного использования с Андреем Литягиным как соавтора произведений с альбома и обязании Литягина выплачивать ему доходы в размере 50 % в случае совместного использования музыкальных произведений, признании за ним права на получение доходов в размере 50 % от совместного использования с Андреем Литягиным как соавтора произведений с альбома. Суд первой инстанции удовлетворил иск в части признания соавторства и права на получение доходов в размере 50 % от совместного использования с Андреем Литягиным как соавтора произведений с альбома, а суд апелляционной инстанции оставил решение в силе, но Верховный суд РФ отменил решение суда первой инстанции и определение суда апелляционной инстанции.
14 февраля 2017 года автор текстов хитов группы «Мираж» Валерий Соколов сделал заявление, в котором предостерёг от исполнения песен своего авторства без его разрешения. Валерий Соколов официально заявил, что разрешение на исполнение песен, автором которых он является: «Музыка нас связала», «Видео», «Волшебный мир», «Звезды нас ждут», «Наступает ночь», «Снежинка», «Снова вместе», «Солнечное лето», «Электричество», «Эта ночь» получили от него только Маргарита Суханкина и её коллектив, а также певица Светлана Разина и что все указанные произведения исключены из управления Российского авторского общества в части публичного исполнения и их исполнение возможно только с его согласия. Также Валерий Соколов сообщил, что никакие иные лица (в том числе старые/новые/легендарные «Миражи» и т. д.) не могут публично исполнять указанные выше произведения, поскольку они не получали от него разрешение.
1 марта 2017 года закончился срок лицензии, позволявшей Маргарите Суханкиной исполнять произведения из репертуара группы «Мираж». В связи с нарушениями прав авторов, определением Московского городского суда от 24 апреля 2017 года сайт Маргариты Суханкиной закрыт. Однако решением от 18 сентября 2017 года сайт Маргариты Суханкиной был разблокирован. В течение нескольких месяцев судебных разбирательств продюсеру Маргариты Суханкиной Сергею Лаврову удалось доказать безосновательность блокировки.
В сентябре 2019 года Андрей Литягин выступил с заявлением, обвинив Наталию Гулькину и Маргариту Суханкину в незаконном использовании своих произведений и предупредил организаторов концертов об ответственности за нарушение его авторских прав.
В августе 2019 года Валерий Соколов, являющийся художественным руководителем коллектива Маргариты Суханкиной, объяснил, что слова Андрея Литягина о виртуальных миллионах долга — это вымысел. Все права приобретены у правообладателей.
В августе 2020 года Андрей Литягин в своём интервью корреспонденту информационного агентства Intermedia напомнил о том, что он является владельцем прав на товарный знак «Мираж», что подтверждено решением суда по Интеллектуальным правам. Из решения следует, что в 2018 году Валерий Соколов обратился в суд с иском о признании недействительным предоставления правовой охраны принадлежащего Литягину товарному знаку «МИРАЖ» и обязании Федеральной службы по интеллектуальной собственности аннулировать правовую охрану этого товарного знака. Однако суд отказал в удовлетворении требований Соколова. Одним из доводов суда было то, что «Роспатент пришел к выводу… ввиду того, что представленными доказательствами подтверждается бессменное руководство Литягиным А. В. музыкальным коллективом „Мираж“». В своём интервью Литягин обратил внимание на ещё один довод суда: «Ссылки Соколова В. П. на то, что он является одним из учредителей общества „Продюсерский центр Мираж-Мьюзик“, в состав наименования которого включено слово „Мираж“, а также организует концерты бывшей солистки музыкальной группы „Мираж“ Суханкиной М. с использованием обозначения „Мираж“, не могут служить основанием для признания использования обозначения „Мираж“ самим Соколовым В. П.» Также, в решении сказано, что «товарный знак „МИРАЖ“ не вводит потребителей в заблуждение относительно лица, оказывающего услуги под данным обозначением, поскольку только один процент респондентов ассоциирует музыкальную группу „МИРАЖ“ с Соколовым В. П.» Комментируя недавние заявления Соколова относительно притязаний на творческое наследие группы «Мираж», Андрей Литягин заявил, что «…не стоит серьёзно относиться к брюзжанию одного из пяти бывших авторов текстов песен группы.» В завершении своего интервью Литягин в очередной раз предупредил всех организаторов концертов о том, что «разрешение на товарный знак „Мираж“ и исполнение моих песен есть только у Екатерины Болдышевой (солистка „Миража“ с 1991 года, её голос звучит на 3-м альбоме группы) и Алексея Горбашова (бессменная гитара группы „Мираж“ с 1987 года), уже идут судебные процессы над нарушителями. Не связывайтесь с двойниками из бывших солисток, я все равно найду и засужу всех, кто работает без лицензии!»
15 октября 2020 года Арбитражный суд Волгоградской области вынес решение по иску Андрея Литягина к организатору концерта Маргариты Суханкиной о выплате компенсации за незаконное использование произведений из репертуара группы Мираж. Суд признал, что концерт Суханкиной не является театрализованным представлением, как это было заявлено в афише, и организатор должен был получить у авторов согласие на использование произведений. По словам Андрея Литягина, это решение «ставит жирную точку в бесконечных спекуляциях на тему, что у Маргариты Суханкиной есть все права, и она может петь песни группы Мираж». Литягин оценил в 20 миллионов рублей сумму компенсации, которую ему должна выплатить Суханкина за незаконное использованием его произведений. Он в очередной раз предостерёг всех заказчиков концертов с участием бывших солисток об уголовной ответственности за незаконное использование его произведений. В июле 2021 года Верховный суд Российской Федерации утвердил Решение Арбитражного суда Волгоградской области по иску Андрея Литягина к организатору концерта Маргариты Суханкиной в городе Волгограде о нарушении исключительных авторских прав. Своим решением Арбитражный суд Волгоградской области оштрафовал организатора концерта Маргариты Суханкиной за незаконное использование произведений Андрея Литягина. Верховный суд РФ согласился с доказанностью факта «незаконного использования данных музыкальных произведений ответчиком путем публичного исполнения в ходе состоявшегося мероприятия, организатором которого он являлся.» Также своим Определением Верховный суд подтвердил вывод суда первой инстанции о том, что «спорное мероприятие не может быть квалифицировано в качестве сложного объекта — театрально-зрелищного представления».
В мае 2021 года Арбитражный суд Республики Крым удовлетворил иск Андрея Литягина к организатору концерта Светланы Разиной. Своим решением суд оштрафовал организатора мероприятия за незаконное исполнение Светланой Разиной музыкальных произведений Андрея Литягина.
Арбитражный суд Московской области удовлетворил иск автора хитов группы «Мираж» Валерия Соколова к Центральному военному клиническому госпиталю имени Вишневского. Суд постановил взыскать с госпиталя компенсацию за нарушение авторских прав на произведения «Наступает ночь», «Млечный путь», «Звезды нас ждут», «Эта ночь», «Снежинка», «Снова вместе», «Музыка нас связала» в размере пять тысяч рублей за каждую песню. Авторские права были нарушены во время концерта группы «Мираж» для медиков учреждения.
Арбитражный суд Москвы отклонил иск ООО «Мираж-Медиа», обладателя прав на музыки песни «Музыка нас связала», требовавшего взыскать с телеканала ТВЦ 300 тысяч рублей за использование произведения без его разрешения в передаче «Кабаре „Чёрный кот“». Суд установил, что у ответчика тоже есть лицензия на использование песни всеми способами, кроме публичного исполнения.

## Участники

### Состав
- Екатерина Болдышева — солистка, студийная и концертная вокалистка c 1991 по 1999 год и с 2016 года[26][27][28][29].
- Алексей Горбашов — гитарист и аранжировщик группы в 1988—1999 годах и с 2016 года.
- Сергей Крылов — клавишные (начало-середина 1990-х, с 2016)
- Дмитрий Савари — клавишные (начало-середина 1990-х, с 2023)
- Елизавета Волкова — ударные (с 2019)

### Бывшие участницы
- Маргарита Суханкина
(в 1986—1990, 1997, 2002—2003 годах — студийная вокалистка, с 2007 по 2016 год — студийная и концертная солистка-вокалистка)
- Наталия Гулькина
(студийная и концертная солистка-вокалистка в 1987—1988, 2007—2010 годах)
- Светлана Разина
(1987—1988, в 2011 году — концертная солистка-вокалистка)
- Наталья Ветлицкая (1988)
- Инна Смирнова (1988)
- Ирина Салтыкова (1988—1989)
- Татьяна Овсиенко (1988—1990)
- Оксана Варвинская (1999—2002)
- Елена Козлова (1999—2002)
- Марина Кулинич (1999—2002)
- Олеся Кутузова (1999—2002)
- Николь Амбразайтис (2002—2004)
- Евгения Морозова (2002—2004)
- Елена Степанюк (2002—2004)
- Мария Харчева (2004)
- Яна Михайловская (2004) (студийная вокалистка)

## Дискография

### Альбомы
- «Звёзды нас ждут» (1987)
- «Снова вместе» (1989)
- «Брось!» (2003) (третий альбом в исполнении Маргариты Суханкиной)
- «Не в первый раз» (2004, издан в 2008) (третий номерной альбом в исполнении Екатерины Болдышевой)
- «1000 звёзд» (2009)

### Альбомы ремиксов
- «Dance Remix» (1997, переиздание 2000)
- «Версия 2000» (1999)
- «Назад в будущее» (2001)
- «Старое по-новому» (2004)
- «Отпусти меня» (2013)

## Видеоклипы
| Год  | Название                                    | Режиссёр          | Солистка (-ки)                                                   |
| ---- | ------------------------------------------- | ----------------- | ---------------------------------------------------------------- |
| 1988 | «Попурри»                                   | неизвестно        | Наталья Ветлицкая, Светлана Разина                               |
| 1990 | «Я больше не прошу»                         | Александр Ефремов | Татьяна Овсиенко                                                 |
| 2000 | «Вечер» (Снежинка)                          | неизвестно        | Оксана Варвинская, Елена Козлова, Марина Кулинич, Олеся Кутузова |
| 2000 | «Я снова вижу тебя»                         | неизвестно        | Оксана Варвинская, Елена Козлова, Марина Кулинич, Олеся Кутузова |
| 2003 | «Брось»                                     | неизвестно        | Николь Амбразайтис, Евгения Морозова, Елена Степанюк             |
| 2003 | «Эхо»                                       | неизвестно        | Николь Амбразайтис, Евгения Морозова, Елена Степанюк             |
| 2008 | «1000 звёзд»                                | Александр Игудин  | Наталия Гулькина, Маргарита Суханкина                            |
| 2010 | «Мерцает ночь» (версия 1)                   | Энтони Хёйскамп   | Наталия Гулькина, Маргарита Суханкина                            |
| 2012 | «Мерцает ночь» (версия 2)                   | Энтони Хёйскамп   | Маргарита Суханкина                                              |
| 2013 | «Наступает ночь» (ft. DJ Groove)            | Сергей Лавров     | Маргарита Суханкина                                              |
| 2016 | «Падал белый снег»                          | Денис Разумный    | Екатерина Болдышева                                              |
| 2020 | «Музыка — это антивирус»                    | Алексей Горбашов  | Екатерина Болдышева                                              |
| 2021 | «Не поможет эта ночь» (ft. Никита Джигурда) | Андрей Литягин    | Екатерина Болдышева                                              |